# Знам'янська Друга селищна рада
Зна́м'янська Дру́га се́лищна ра́да —колишній  орган місцевого самоврядування у складі Знам'янської міської ради Кіровоградської області. Адміністративний центр — селище міського типу Знам'янка Друга.

## Загальні відомості
- Населення ради: 5251 особа (станом на 1 вересня 2015 року)[1]

## Населені пункти
Селищній раді були  підпорядковані населені пункти:
- смт Знам'янка Друга
- с. Водяне

## Склад ради
Рада складається з 30 депутатів та голови.
- Голова ради: Філіпенко Сергій Іванович
- Секретар ради: Лазарєва Надія Василівна

### Керівний склад попередніх скликань
| Прізвище, ім'я, по батькові | Основні відомості                                                                      | Дата обрання | Дата звільнення |
| --------------------------- | -------------------------------------------------------------------------------------- | ------------ | --------------- |
| Філіпенко Сергій Іванович   | Селищний голова, 1961 року народження, освіта вища, член Соціалістичної партії України | 26.03.2006   | 31.10.2010      |
| Філіпенко Сергій Іванович   | Селищний голова, 1961 року народження, освіта вища, член Партії регіонів               | 31.10.2010   | 25.10.2015      |

Примітка: таблиця складена за даними сайту Верховної Ради України

### Депутати
За результатами місцевих виборів 2010 року депутатами ради стали:

#### За суб'єктами висування
| Суб'єкт висування                                       | Кількість обраних депутатів | %    |
| ------------------------------------------------------- | --------------------------- | ---- |
| Партія регіонів                                         | 26                          | 86,7 |
| Народна партія                                          | 2                           | 6,7  |
| Комуністична партія України                             | 1                           | 3,3  |
| Політична партія Всеукраїнське об'єднання «Батьківщина» | 1                           | 3,3  |

#### За округами
| № округу                                                | Прізвище, ім'я, по батькові     | Дата визнання обраним | Освіта  | Партійна приналежність                        | Відомості про обраного депутата                                     |
| ------------------------------------------------------- | ------------------------------- | --------------------- | ------- | --------------------------------------------- | ------------------------------------------------------------------- |
| Комуністична партія України                             |                                 |                       |         |                                               |                                                                     |
| 2                                                       | Ільїн Микола Васильович         | 02.11.2010            | вища    | член Комуністичної партії України             | пенсіонер                                                           |
| Народна Партія                                          |                                 |                       |         |                                               |                                                                     |
| 11                                                      | Карнаух Станіслав Миколайович   | 02.11.2010            | середня | член Народної партії                          | Знам'янська середня загальньоосвітня школа № 6, вчитель             |
| 21                                                      | Невкритий Ігор Іванович         | 02.11.2010            | вища    | член Народної партії                          | Знам'янська середня загальньоосвітня школа № 6, вчитель             |
| Партія регіонів                                         |                                 |                       |         |                                               |                                                                     |
| 1                                                       | Ярова Валентина Іванівна        | 02.11.2010            | вища    | член Партії регіонів                          | Знам'янська середня загальньоосвітня школа № 7, заступник директора |
| 3                                                       | Рогова Людмила Вікторівна       | 02.11.2010            | вища    | член Партії регіонів                          | Знам'янське локомотивне депо, працівник бригадного будинку          |
| 4                                                       | Кучеренко Микола Васильович     | 02.11.2010            | середня | член Партії регіонів                          | Знам'янська дирекція залізничних перевезень, електромеханік         |
| 5                                                       | Макарова Тетяна Іванівна        | 02.11.2010            | вища    | член Партії регіонів                          | магазин «Славяночка», продавець                                     |
| 6                                                       | Сєдова Ірина Анатоліївна        | 02.11.2010            | вища    | член Партії регіонів                          | Знам'янська Друга селищна рада, інспектор з обліку                  |
| 7                                                       | Бодолян Володимир Андрійович    | 02.11.2010            | вища    | член Партії регіонів                          | автоматична телефонна станція м. Знам'янка, інженер                 |
| 8                                                       | Буглак Сергій Григорович        | 02.11.2010            | вища    | член Партії регіонів                          | таксі «Шансон», водій                                               |
| 9                                                       | Прядко Євген Анатолійович       | 02.11.2010            | вища    | член Партії регіонів                          | тимчасово не працює                                                 |
| 10                                                      | Попова Наталя Олександрівна     | 02.11.2010            | вища    | член Партії регіонів                          | Знам'янська середня загальньоосвітня школа № 7, заступник директора |
| 12                                                      | Коломійченко Ірина Василівна    | 02.11.2010            | вища    | член Партії регіонів                          | селищний будинок культури, директор                                 |
| 13                                                      | Григор'єва Олена Анатоліївна    | 02.11.2010            | вища    | член Партії регіонів                          | Знам'янська Друга селищна рада, спеціаліст по роботі з молоддю      |
| 14                                                      | Крюк Анжела Андріївна           | 02.11.2010            | вища    | член Партії регіонів                          | приватний підприємець                                               |
| 15                                                      | Лазарєва Надія Василівна        | 02.11.2010            | вища    | член Партії регіонів                          | Знам'янська Друга селищна рада, секретар                            |
| 16                                                      | Косов Микола Олександрович      | 02.11.2010            | середня | член Партії регіонів                          | пенсіонер                                                           |
| 17                                                      | Колєснікова Тетяна Миколаївна   | 02.11.2010            | вища    | член Партії регіонів                          | Знам'янська середня загальньоосвітня школа № 6, вчитель             |
| 18                                                      | Міхєєв Володимир Іванович       | 02.11.2010            | вища    | член Партії регіонів                          | Знам'янський елеватор, головний інженер                             |
| 19                                                      | Кондратьєв Олександр Васильович | 02.11.2010            | середня | член Партії регіонів                          | военізована охорона, старший пожежний                               |
| 20                                                      | Рогов Олександр Васильович      | 02.11.2010            | вища    | член Партії регіонів                          | Знам'янське локомотивне депо, майстер                               |
| 22                                                      | Шевченко Галина Володимирівна   | 02.11.2010            | вища    | член Партії регіонів                          | ТОВ «Хлібодар», керівник                                            |
| 23                                                      | Гончаренко Микола Йосипович     | 02.11.2010            | середня | член Партії регіонів                          | пенсіонер                                                           |
| 24                                                      | Самофалова Раїса Петрівна       | 02.11.2010            | вища    | член Партії регіонів                          | районний відділ реєстрації актів цивільного стану, начальник        |
| 26                                                      | Скаченко Наталія Вікторівна     | 02.11.2010            | вища    | член Партії регіонів                          | Знам'янська Друга селищна рада, економіст                           |
| 27                                                      | Каприця Тетяна Вікторівна       | 02.11.2010            | вища    | член Партії регіонів                          | Знам'янська Друга селищна рада, оператор комп'ютерного набору       |
| 28                                                      | Яндович Сергій Васильович       | 02.11.2010            | вища    | член Партії регіонів                          | пенсіонер                                                           |
| 29                                                      | Васильєв Сергій Вікторович      | 02.11.2010            | вища    | член Партії регіонів                          | Знам'янське локомотивне депо, старший майстер                       |
| 30                                                      | Шуліка Світлана Григорівна      | 02.11.2010            | вища    | член Партії регіонів                          | Чорноліський лісгосп, лісокультурниця                               |
| Політична партія Всеукраїнське об'єднання «Батьківщина» |                                 |                       |         |                                               |                                                                     |
| 25                                                      | Сафронова Тетяна Михайлівна     | 02.11.2010            | середня | член Всеукраїнського об'єднання «Батьківщина» | ШЧ-4, телефоніст                                                    |